# Logan Creek Patrol Cabin
Pour les articles homonymes, voir Logan.
La Logan Creek Patrol Cabin est une cabane en rondins servant de station de rangers dans le comté de Flathead, dans le Montana, aux États-Unis. Protégée au sein du parc national de Glacier, elle est inscrite au Registre national des lieux historiques depuis le 14 février 1986.